# Transformers: Dark of the Moon – The Album
Transformers: Dark of the Moon – The Album es la banda sonora de la película de 2011 Transformers: el lado oscuro de la luna. Fue publicada el 7 de junio de 2011. El primer sencillo lanzado fue «Iridescent» de Linkin Park. El segundo fue «Monster» de Paramore.

## Lista de canciones
| Edición estándar |                                     |                     |          |  |
| N.º              | Título                              | Artista             | Duración |  |
| 1.               | «Iridescent»                        | Linkin Park         | 4:01     |  |
| 2.               | «Monster»                           | Paramore            | 3:20     |  |
| 3.               | «The only hope for me is you»       | My Chemical Romance | 4:32     |  |
| 4.               | «Faith (When I Let You Down)»       | Taking Back Sunday  | 3:08     |  |
| 5.               | «The Bottom»                        | Staind              | 4:21     |  |
| 6.               | «Get Thru This»                     | Art of Dying        | 2:43     |  |
| 7.               | «All That You Are»                  | Goo Goo Dolls       | 3:12     |  |
| 8.               | «Head Above Water»                  | Theory Of A Deadman | 3:32     |  |
| 9.               | «Set The World On Fire»             | Black Veil Brides   | 3:40     |  |
| 10.              | «Awake and Alive» (Rock Radio Mix)  | Skillet             | 3:29     |  |
| 11.              | «Just Got Paid» (versión de ZZ Top) | Mastodon            | 3:33     |  |

| Edición exclusiva para el Reino Unido/Europa |                 |            |          |  |
| N.º                                          | Título          | Artista    | Duración |  |
| 12.                                          | «House On Fire» | Beatsteaks | 3:51     |  |

| Edición de lujo de iTunes |                                  |                                    |          |  |
| N.º                       | Título                           | Artista                            | Duración |  |
| 12.                       | «Many Of Horror»                 | Biffy Clyro                        | 4:10     |  |
| 13.                       | «The Pessimist»                  | Stone Sour                         | 3:22     |  |
| 14.                       | «Goodbye - Gate 21» (Rock Remix) | Serj Tankian featuring Tom Morello | 3:39     |  |

| GameStop |                     |                  |          |  |
| N.º      | Título              | Artista          | Duración |  |
| 15.      | «Lifelong Dayshift» | Middle Class Rut | 3:37     |  |
| 16.      | «Graveyard Dancing» | D.R.U.G.S.       | 4:20     |  |

## Uso en la película
De todas las canciones incluidas en el álbum, sólo se utilizaron unas cuantas en la película. «Iridescent» puede escucharse en varias escenas, mientras que la misma junto a «Monster» y «Many of Horror» se utilizan en los créditos.